# 2-я гвардейская механизированная бригада (Хорватия)
2-я гвардейская механизированная бригада «Молнии» (хорв. Druga mehanizirana gardijska brigada «Gromovi») — элитное подразделение механизированной пехоты вооружённых сил Хорватии, участвовавшее в войне за независимость Хорватии.

## История
Образована 15 мая 1991 в казармах Трстеника близ Дуга-Села, где располагался штаб командования и формировался 1-й пехотный батальон. Бригада состояла из добровольцев из Лучко, Ракитие Кумровца, Виницы, Сисака и Карловаца, ранее служивших в МВД. 2-й батальон был сформирован 3 июня 1991 в Сисаке, 3-й батальон 21 июня 1991 в Дуге-Ресе.
Бригада приняла боевое крещение на мосту Младости в июне 1991 года во время боёв за Загреб против сил ЮНА в рамках Битвы за Казармы. Она участвовала в операциях в Центральной Хорватии и в Бановине. Участвовала в осаде Дубровника, нескольких операциях в Посавине (Северная Босница), а также крупномасштабных операциях «Масленица», «Молния», «Буря» и «Уна». 1 мая 1996 в Вировитице 81-й гвардейский батальон вошёл в состав бригады.
В 2008 году бригада была распущена, а её правопреемником стал 2-й механизированный батальон в составе Гвардейской механизированной бригады.

## Командный состав
Во время войны бригадой командовали:
- генерал-майор Божо Будимир
- бригадир Винко Укота
- бригадный генерал Драго Матанович
- бригадный генерал Звонко Петернел

В послевоенные годы бригадой командовали:
- бригадир штаба Ренато Ромич
- генерал-майор Йосип Стойкович
- бригадир штаба Веран Рожич
- бригадир Иван Михалина
- бригадир Бранко Предрагович

При бригаде была своя походная церковь имени пророка Илии, покровителя бригады. Капелланом бригады был Матия Жугай. 20 июля, день пророка Илии, считался праздником всей бригады и отмечался ежегодно.

## Размещение
Штаб бригады находился в городе Петриня в послевоенные годы. Во время войны штаб был не только в Петрине, но и в городах Трстеник-Нартски, Дуго-Село и Сисак.